# Okres Solothurn
Okres Solothurn (německy Bezirk Solothurn) je jedním z 10 okresů v kantonu Solothurn ve Švýcarsku. Administrativním centrem okresu je Solothurn.

## Historie a geografie
Okresy kantonu Solothurn slouží jako volební obvody do kantonálního parlamentu již od 19. století. Jsou do značné míry totožné s dřívějšími panstvími z období pozdní Staré konfederace, a proto si na základě dlouhé tradice vytvořily určitou kulturní autonomii. Městský okres Solothurn je v tomto ohledu zvláštním případem, protože byl historickým centrem moci, a proto přirozeně nikdy nebyl venkovskou oblastí. I po liberální revoluci v roce 1830 zde zůstala zachována určitá politická privilegia a hlavní město si mohlo nárokovat výrazně neúměrný počet míst v kantonální radě v poměru k počtu obyvatel (hlasovací právo při sčítání lidu). Zásada jeden člověk, jeden hlas se prosadila až v průběhu 19. století.
V roce 2002, kdy došlo ke snížení počtu mandátů kantonální rady na 100, ztratily okresy funkci volebních obvodů. Volební obvody jsou nyní totožné se starými správními obvody, z nichž každý zahrnuje dva okresy. Okres Solothurn je nyní ve společném volebním obvodu s okresem Lebern.
Z geografického hlediska je okres Solothurn jediným okresem v kantonu, který nehraničí s jiným kantonem.

## Seznam obcí
| Znak       | Název obce | Počet obyvatel (31. 12. 2022) | Rozloha (km²) | Hustota zalidnění (obyv./km²) |
| ---------- | ---------- | ----------------------------- | ------------- | ----------------------------- |
| Solothurn  | Solothurn  | 16 633                        | 6,28          | 2649                          |
| Celkem (1) | Celkem (1) | 16 633                        | 6,28          | 2649                          |